# Эгиалей (сын Инаха)
Эгиалей  (др.-греч. Αἰγιαλεύς) — персонаж древнегреческой мифологии. Сын речного бога Инаха и нимфы Мелии. Умер бездетным, от него страна названа Эгиалеей. Либо первый житель в Сикионии, автохтон; основал город Эгиалею (будущий Сикион) на равнине, отец Эвропа. Современник Бэла, царя Вавилона.
В историческом Сикионе наряду с тремя дорическими филами гиллеев, памфилов и димантов была фила Эгиалея, введённая после смерти Клисфена (кон. VI в. до н. э.). Геродот считает эпонима филы Эгиалея сыном Адраста.